# Рудник Маунт-Кейт
Рудник Маунт-Кейт (Mount Keith) — гірничодобувний майданчик на заході Австралії.
Нікелеве родовище Маунт-Кейт виявили у 1969 році та ввели в розробку в 1994-му (відправка першої продукції припала на 1995 рік). Роботи організували за допомогою кар'єра, глибина якого може досягнути 600 метрів. Станом на 2008 рік максимальна глибина кар'єра вже сягнула 355 метрів.
Руду спрямовують на збагачувальну фабрику Маунт-Кейт.
Перед початком розробки запаси родовища оцінили у 130 млн тонн руди з середнім вмістом нікелю 0,59 %, а проєктну потужність рудника визначили у 6 (з четвертого року — 6,6) млн тонн на рік з терміном служби 20 років. Втім, загальні ресурси руди на Маунт-Кейт становлять кілька сотень мільйонів тонн і вже наприкінці 1990-х рудник модернізували зі збільшенням потужності до 10,5 млн тонн на рік. Станом на середину 2020-го залишкові запаси копальні все ще оцінювали у 84 млн тонн руди (крім того, рахувались ресурси категорій виміряні та показані у 116 млн тонн руди).
Первісно проєктом опікувалась компанія WMC Resources, що в першій половині 2000-х потрапила у скрутне фінансове становище. Як наслідок, у 2005-му її нікелевидобувні активи опинилися в руках гірничодобувного гіганта BHP.
У 2024-му на тлі падіння цін на нікель BHP оголосив про консервацію всіх своїх нікелевих активів у Західній Австралії з плановим терміном перегляду рішення у 2027 році.